# Annéville-la-Prairie
Annéville-la-Prairie är en kommun i departementet Haute-Marne i regionen Grand Est (tidigare regionen Champagne-Ardenne) i nordöstra Frankrike. Kommunen ligger i kantonen Vignory som tillhör arrondissementet Chaumont. År 2022 hade Annéville-la-Prairie 94 invånare.

## Befolkningsutveckling
Antalet invånare i kommunen Annéville-la-Prairie
| Referens: INSEE |